# Rhodospatha katipas
Rhodospatha katipas är en kallaväxtart som beskrevs av Thomas Bernard Croat. Rhodospatha katipas ingår i släktet Rhodospatha och familjen kallaväxter. Inga underarter finns listade.